# Mezey Mihály
Mezey Mihály (Kolozsvár, 1882. augusztus 7. – Pesterzsébet, 1963. május 11.) erdélyi magyar református lelkész, tanügyi és egyházi író.

## Életútja, munkássága
A tanítóképzőt Debrecenben végezte (1901), a Kolozsvári Magyar Királyi Ferenc József Tudományegyetemen jogi doktorátust szerzett (1912). Pályáját a segesvári tanfelügyelőségen kezdte, s több mint három évi frontszolgálat után a világháborúból hazatérve rövid ideig a kolozsvári tanfelügyelőségen szolgált, a Család és Iskola c. közlönyt szerkesztette (1919). A Református Teológia elvégzése (1921) után Magyarláposon lelkész (1922-38), majd Zilahon szolgált (1938-39), de hatósági zaklatások miatt Magyarországra kényszerült. Tanügyi előadó Marosvásárhelyen (1941), főtanfelügyelő (1941-43). Magyarországra távozva 1945-től Pesterzsébeten lelkész.
Olvasókönyveket állított össze a népiskolák számára (1921). Írásait közölte az Ellenzék, Kalotaszegi Lapok, Keleti Újság, Magyar Nép, Pásztortűz; a nagybányai Református Őrálló (1933) és Református Lelkipásztor (1933-38) szerkesztője, a Keresztyén Élet munkatársa.

## Munkái
- A népiskolai tanügyi közigazgatás alapelve (Kolozsvár, 1912);
- A damaskusi fény (Kolozsvár, 1929);
- A református istentisztelet (Szatmár, 1929);
- Konfirmándus fiamhoz! (Kolozsvár, 1933);
- Krisztusért követségben (1936).